# Here (film)
Here är en amerikansk dramafilm från 2024. Filmen är regisserad av Robert Zemeckis efter ett manus skrivet av Zemeckis, Eric Roth och Richard McGuire.
Filmen premiärvisades på AFI Fest den 25 oktober 2024 och hade biopremiär i Sverige den 17 januari 2025.

## Handling
Filmen utspelar sig i ett rum och handlar om de människor som bor i det under åren. Både i det förflutna och i framtiden.

## Rollista (i urval)
- Tom Hanks – Richard Young
- Robin Wright – Margaret Young
- Paul Bettany – Al Young
- Kelly Reilly – Rose Young
- Michelle Dockery – Pauline Harter
- Gwilym Lee – John Harter
- Ophelia Lovibond – Stella Beekman
- David Fynn – Leo
- Jonathan Aris – Earl Higgins
- Lilly Aspell – Bethany
- Nikki Amuka-Bird – Helen Harris